# بنجامین فرانکلین تیلی
بنجامین فرانکلین تیلی (انگلیسی: Benjamin Franklin Tilley; ۲۹ مارس ۱۸۴۸ – ۱۸ مارس ۱۹۰۷) افسر نیروی دریایی آمریکا بود که از پایان جنگ داخلی آمریکا تا جنگ اسپانیا و آمریکا خدمت کرد. او اولین فرماندار موقت ساموآی آمریکا و همچنین اولین فرماندار نیروی دریایی این منطقه بود.
تیلی در اوج جنگ داخلی وارد آکادمی نیروی دریایی آمریکا شد. او به تدریج درجات را طی کرد و به عنوان ستوان در سرکوب نظامی ایالات متحده علیه اعتصاب کنندگان در پی اعتصاب بزرگ راه‌آهن در سال ۱۸۷۷ شرکت کرد. او و گروه کوچکی از ملوانان و تفنگداران دریایی از کنسولگری آمریکا در سانتیاگو، شیلی در طول سال ۱۸۹۱ در جنگ داخلی شیلی دفاع کردند.